# Buttondown

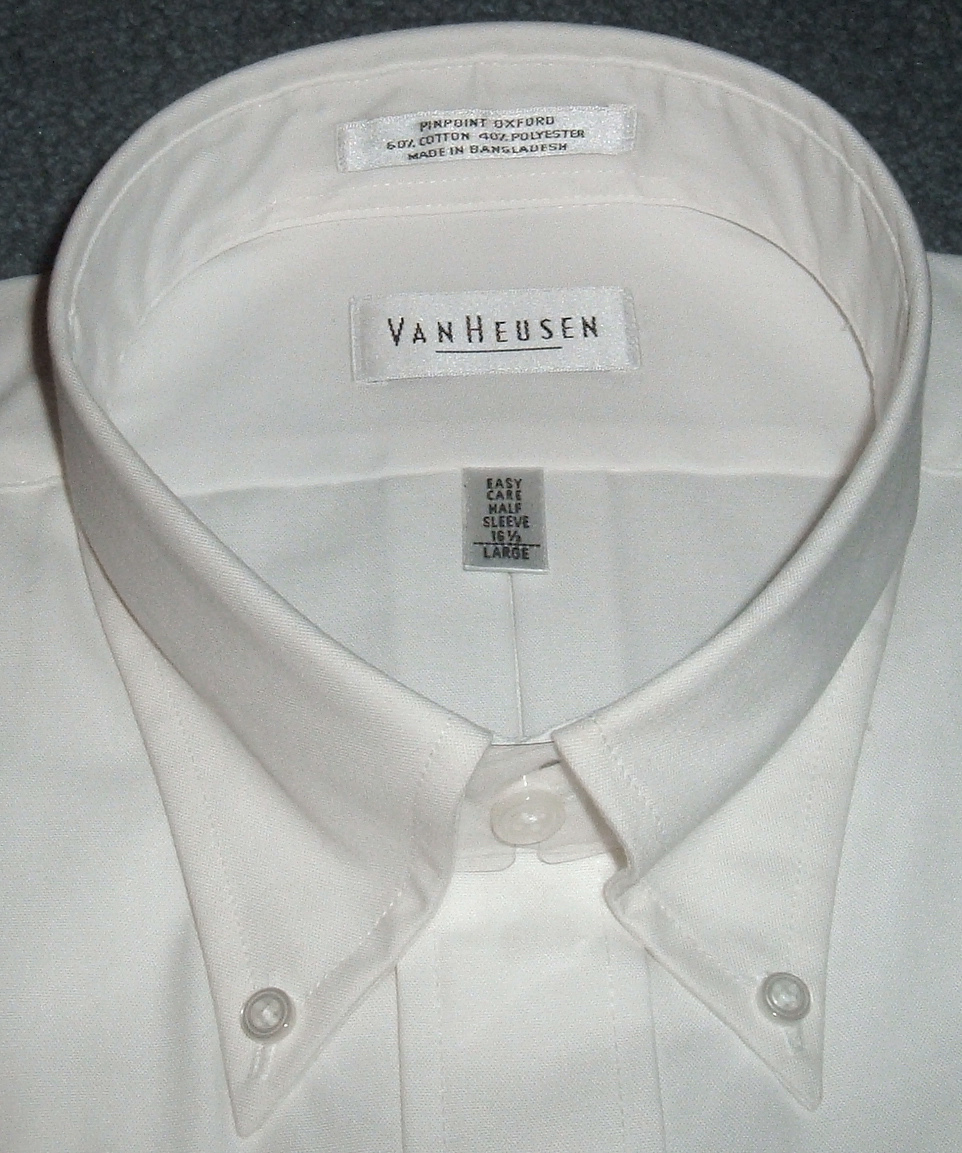
Buttondown-krage på skjorta.

Buttondown (från engelska "knäppa ner") är kragsnibbar med knappfäste.
Idén till buttondown fick varuhuset Brooks Brothers från de argentinska polospelarna, som 1896 började fästa ner de fladdrande kragsnibbarna på skjortbröstet. År 1900 gjordes den första poloskjortan med buttondownkrage. Skjortor med buttondownkrage är i första hand tänkta att användas med slips.